# NGC 3302
NGC 3302 é uma galáxia lenticular (S0) localizada na direcção da constelação de Antlia. Possui uma declinação de -32° 21' 30" e uma ascensão recta de 10 horas, 35 minutos e 47,4 segundos.
A galáxia NGC 3302 foi descoberta em 28 de Janeiro de 1835 por John Herschel.